# Liste der Biografien/Zam
Liste der Biografien |
Portal Biografien |
Personensuche
# |
A |
B |
C |
D |
E |
F |
G |
H |
I |
J |
K |
L |
M |
N |
O |
P |
Q |
R |
S |
T |
U |
V |
W |
X |
Y |
Z |
?
 
Za |
Zb |
Zc |
Zd |
Ze |
Zf |
Zg |
Zh |
Zi |
Zj |
Zk |
Zl |
Zm |
Zn |
Zo |
Zr |
Zs |
Zu |
Zv |
Zw |
Zy |
Zz
 
Zaa |
Zab |
Zac |
Zad |
Zae |
Zaf |
Zag |
Zah |
Zai |
Zaj |
Zak |
Zal |
Zam |
Zan |
Zao |
Zap |
Zaq |
Zar |
Zas |
Zat |
Zau |
Zav |
Zaw |
Zax |
Zay |
Zaz
Die Liste der Biografien führt alle Personen auf, die in der deutschsprachigen Wikipedia einen Artikel haben. Dieses ist eine Teilliste mit 245 Einträgen von Personen, deren Namen mit den Buchstaben „Zam“ beginnt.

## Zam
- Zam, Herzl Jankl (1835–1915), russischer jüdischer Kantonist und Offizier der russischen Armee
- Zam, Ruhollah (1978–2020), iranischer Journalist, Blogger und Regimegegner
- Zam, Sherab (* 1983), bhutanische Bogenschützin

### Zama
- Zamachowska, Bronisława (* 2002), polnische Schauspielerin
- Zamachowski, Zbigniew (* 1961), polnischer SchauspielerZbigniew Zamachowski (* 1961)

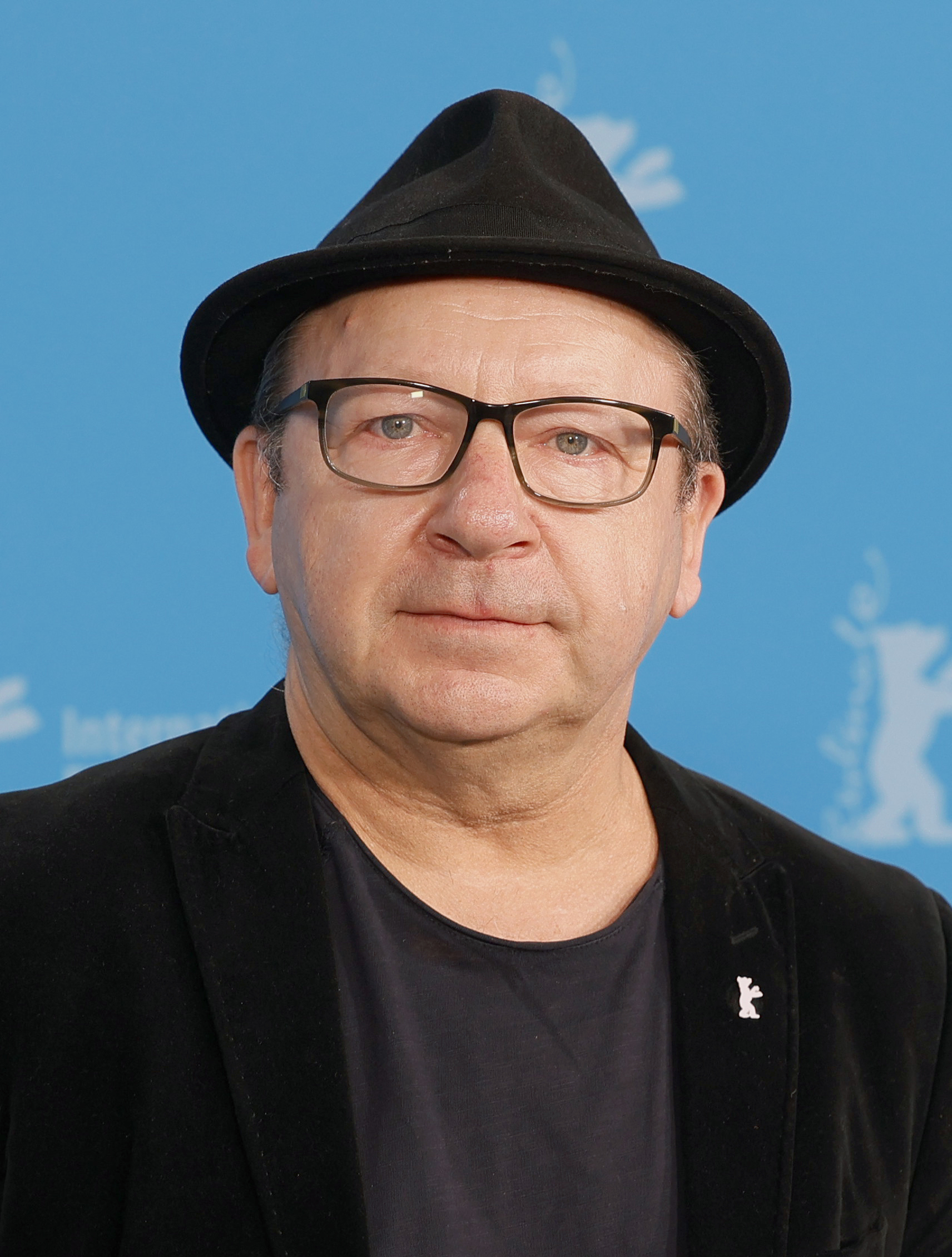
Zbigniew Zamachowski (* 1961)

- Zamachscharī, az- (1075–1144), muslimischer Koranexeget und Philologe persischer Herkunft
- Zamacois, Joaquín (1894–1976), katalanisch-chilenischer Komponist, Musiktheoretiker und Musikpädagoge
- Zamagni, Gianmaria (* 1974), italienischer Kirchenhistoriker
- Zamagni, Stefano (* 1943), italienischer Wirtschaftswissenschaftler, Präsident der Päpstlichen Akademie der Sozialwissenschaften
- Zamagni, Vera Negri (* 1943), italienische Wirtschaftshistorikerin
- Zaman Gul, Mir (* 1967), pakistanischer Squashspieler
- Zaman Mirza Schah Durrani (1770–1844), dritter Herrscher Afghanistans aus der Durrani-Dynastie
- Zaman, Assad (* 1990), britischer Schauspieler
- Zaman, Bilal, pakistanischer Squashspieler
- Zaman, Fakhar (* 1990), pakistanischer Cricketspieler
- Zaman, Fakhrul (* 1994), malaysischer Fußballspieler
- Zaman, Farhan (* 1993), pakistanischer Squashspieler
- Zaman, Farrukh (* 1982), pakistanischer Squashspieler
- Zaman, Mansoor (* 1980), pakistanischer Squashspieler
- Zaman, Noor (* 2004), pakistanischer Squashspieler
- Zaman, Qamar (* 1952), pakistanischer Squashspieler
- Zaman, Shahid (* 1982), pakistanischer Squashspieler
- Zaman, Tahir (* 1969), pakistanischer Hockeyspieler
- Zamana, Cezary (* 1967), polnischer Radrennfahrer
- Zamanduridis, Jannis (* 1966), deutscher Ringer und Trainer
- Zamani, Bahador (* 1984), iranischer Schauspieler, Filmregisseur und Produzent
- Zamani, Benjamin (* 1986), US-amerikanischer Pokerspieler
- Zamani, Bijan (* 1975), deutscher Schauspieler
- Zamani, Daniel (* 1986), deutscher Kunsthistoriker
- Zamani, Hossein (* 2002), afghanisch-niederländischer Fußballspieler
- Zamani, Martin (* 1995), US-amerikanischer Pokerspieler
- Zamani, Mehdi (* 1989), iranischer Sprinter
- Zamanpour, Seyed Amir (* 2000), iranischer Mittelstreckenläufer
- Zamansky, Jake (* 1981), US-amerikanischer Skirennläufer
- Zamara, Alfred (1863–1940), österreichischer Komponist und Harfenist
- Zamara, Antonio (1823–1901), österreichischer Musiker und Komponist
- Zamara, Therese (1856–1927), österreichische Harfenistin und Musikpädagogin
- Zamaro, Antonio Alcides (1924–2004), argentinischer Fußballspieler
- Zamarovský, Vojtech (1919–2006), slowakischer Historiker, Schriftsteller und Übersetzer
- Zamarripa, Allura (* 2002), US-amerikanische Tennisspielerin
- Zamarripa, Maribella (* 2002), US-amerikanische Tennisspielerin
- Zamarrón, Héctor (* 1980), mexikanischer Radrennfahrer
- Zamasp, persischer Sassanidenkönig
- Zamastil, Wolfgang (1981–2017), österreichischer Cellist
- Zamata, Sasheer (* 1986), US-amerikanische Schauspielerin, Sängerin und SynchronsprecherinSasheer Zamata (* 1986)

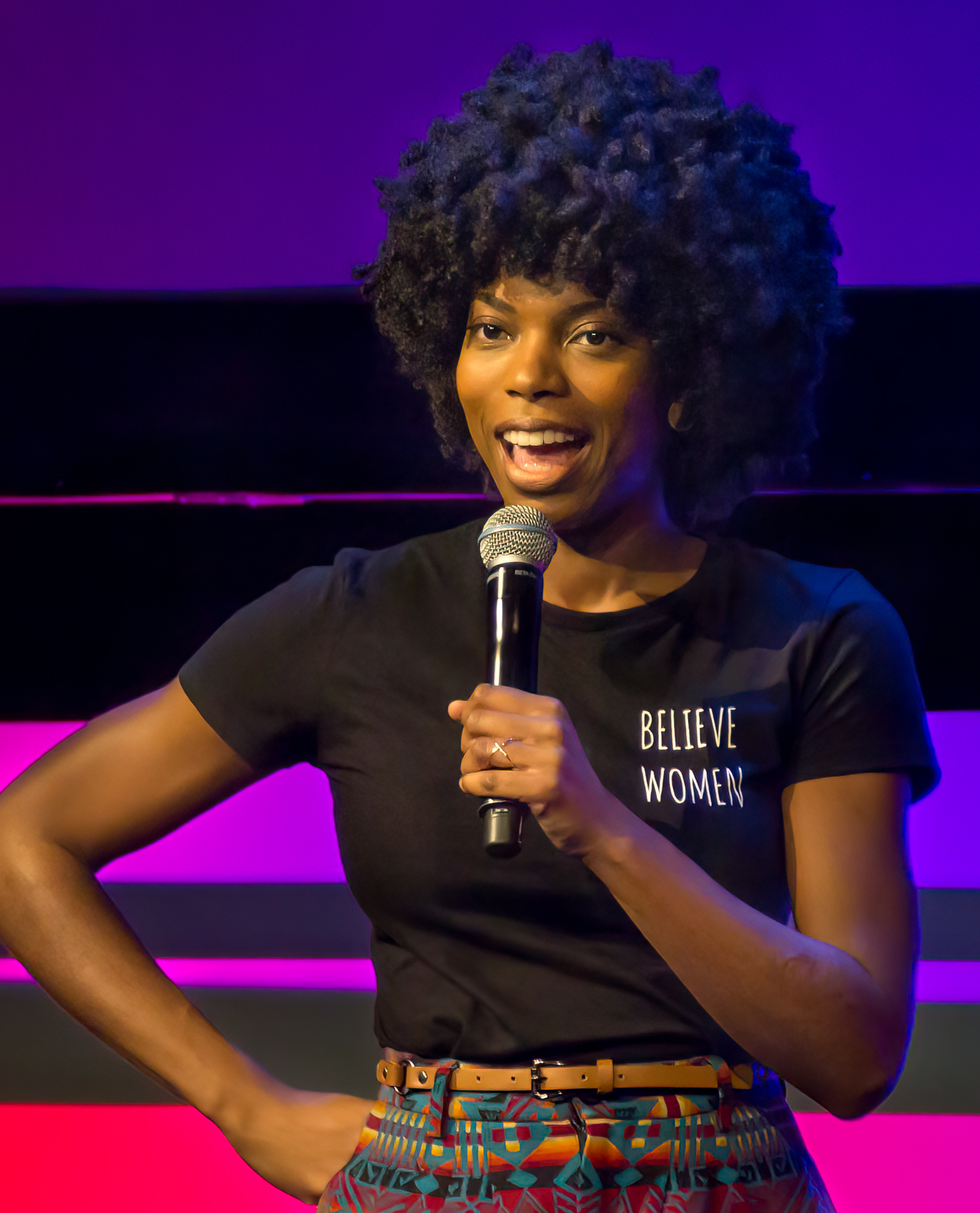
Sasheer Zamata (* 1986)

### Zamb
- Zambaco, Maria (1843–1914), britische Bildhauerin, Modell und Muse der Präraffaeliten
- Zambada García, Ismael (* 1948), mexikanischer Drogenboss des Sinaloa-KartellsIsmael Zambada García (* 1948)

Ismael Zambada García (* 1948)

- Zambanini, Edoardo (* 2001), italienischer Radrennfahrer
- Zambarloukos, Haris (* 1970), zypriotischer Kameramann
- Zambaur, Eduard von (1866–1947), österreichischer Offizier, Orientalist und Numismatiker
- Zambellas, George (* 1958), britischer Admiral
- Zambelletti, Orazio (* 1973), deutscher Regisseur und Schauspieler italienischer Herkunft
- Zambelli, Rocco (1916–2009), italienischer Geologe und Paläontologe
- Zambello, Francesca (* 1956), italienisch-US-amerikanische Theater- und Opernleiterin
- Zambelly, Sascha von (* 1968), österreichisch-deutscher Schauspieler, Hörspiel- und Synchronsprecher
- Zamberti, Bartolomeo, italienischer Humanist und Übersetzer
- Zambiasi, Fábio (1966–2022), brasilianischer Fußballspieler
- Zambidis, Mike (* 1980), griechischer K1-Kämpfer
- Zambito, Ignazio (* 1942), italienischer Geistlicher, emeritierter römisch-katholischer Bischof von Patti
- Zambito, Kati (* 1979), italienisch-portugiesisch-deutsche Schauspielerin, Regisseurin und Drehbuchautorin
- Zambito, Luca (* 1995), deutscher Jazzmusiker (Piano, Komposition)
- Zámbó, Gundis (* 1966), deutsches Model, Schauspielerin und ModeratorinGundis Zámbó (* 1966)

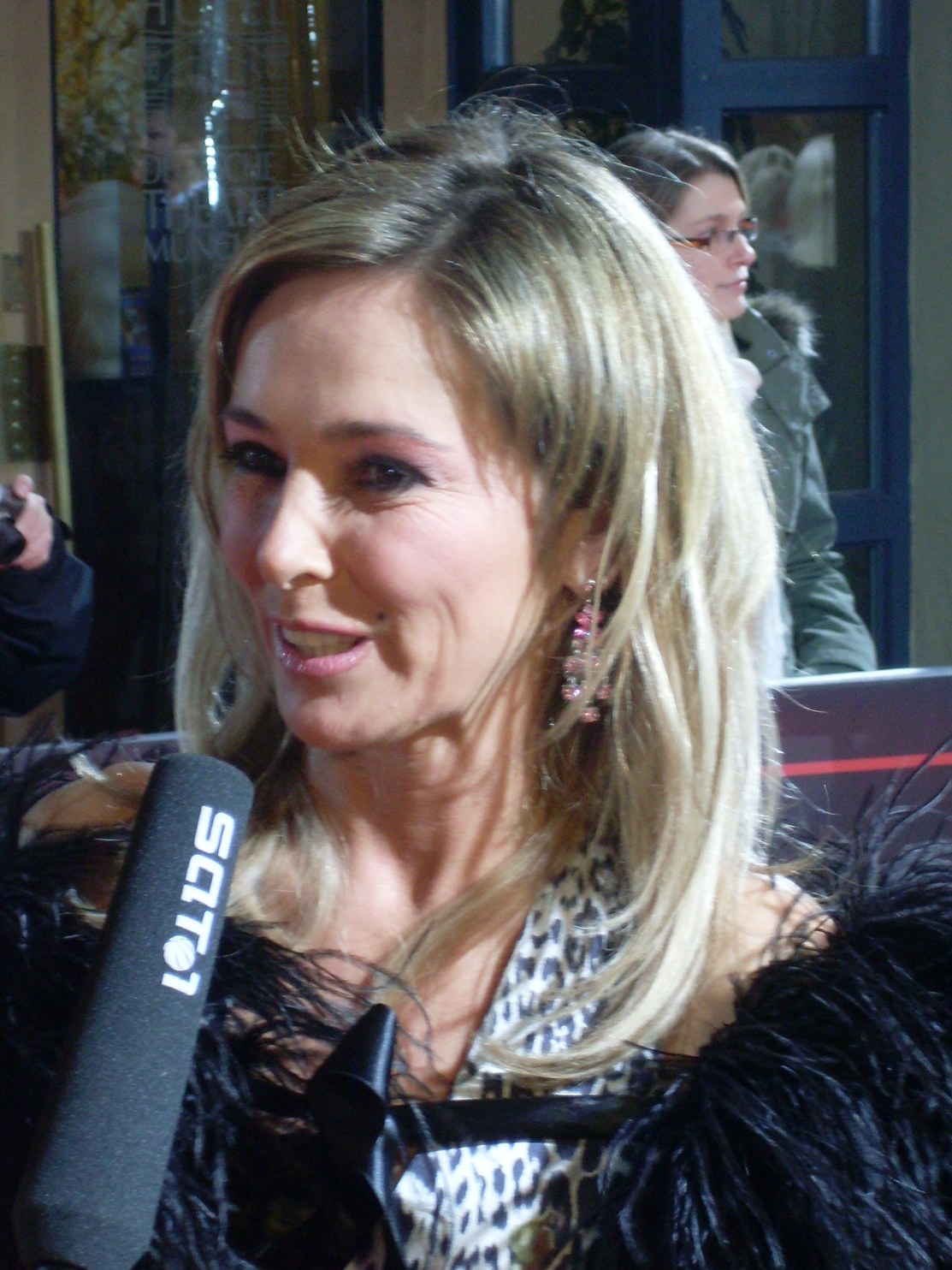
Gundis Zámbó (* 1966)

- Zámbó, Jimmy (1958–2001), ungarischer Sänger
- Zambona, Hans Georg (* 1928), deutscher Komponist, Pianist und Schriftsteller
- Zamboni di Salerano, Umberto (* 1935), italienischer Diplomat
- Zamboni, Adriano (1933–2005), italienischer Radrennfahrer
- Zamboni, Anteo (1911–1926), italienischer Anarchist
- Zamboni, Frank J. (1901–1988), US-amerikanischer Erfinder und Unternehmer
- Zamboni, Giovanni, italienischer Komponist und Lautenist
- Zamboni, Giuseppe (1776–1846), katholischer Priester und Physiker
- Zamboni, Giuseppe (1903–1986), italienischer Germanist und Italianist
- Zamboni, Guelfo (1896–1994), italienischer Diplomat
- Zamboni, Lona von (1876–1945), österreichische Bildhauerin
- Zambonini, Ferruccio (1880–1932), italienischer Mineraloge
- Zambonini, Gualtiero (* 1945), italienischer Journalist
- Zambra, Alejandro (* 1975), chilenischer Schriftsteller, Lyriker und Literaturkritiker
- Zambrana, Jorge (* 1986), uruguayischer Fußballspieler
- Zambrana, Osvaldo (* 1981), bolivianischer Schachspieler
- Zambrano Camader, Raúl (1921–1972), kolumbianischer römisch-katholischer Geistlicher, Bischof von Facatativá
- Zambrano Payán, Alfonso (1915–1991), kolumbianischer Bildhauer
- Zambrano, Anthony (* 1998), kolumbianischer Leichtathlet
- Zambrano, Benito (* 1965), spanischer Filmregisseur
- Zambrano, Carlos (* 1989), peruanischer FußballspielerCarlos Zambrano (* 1989)

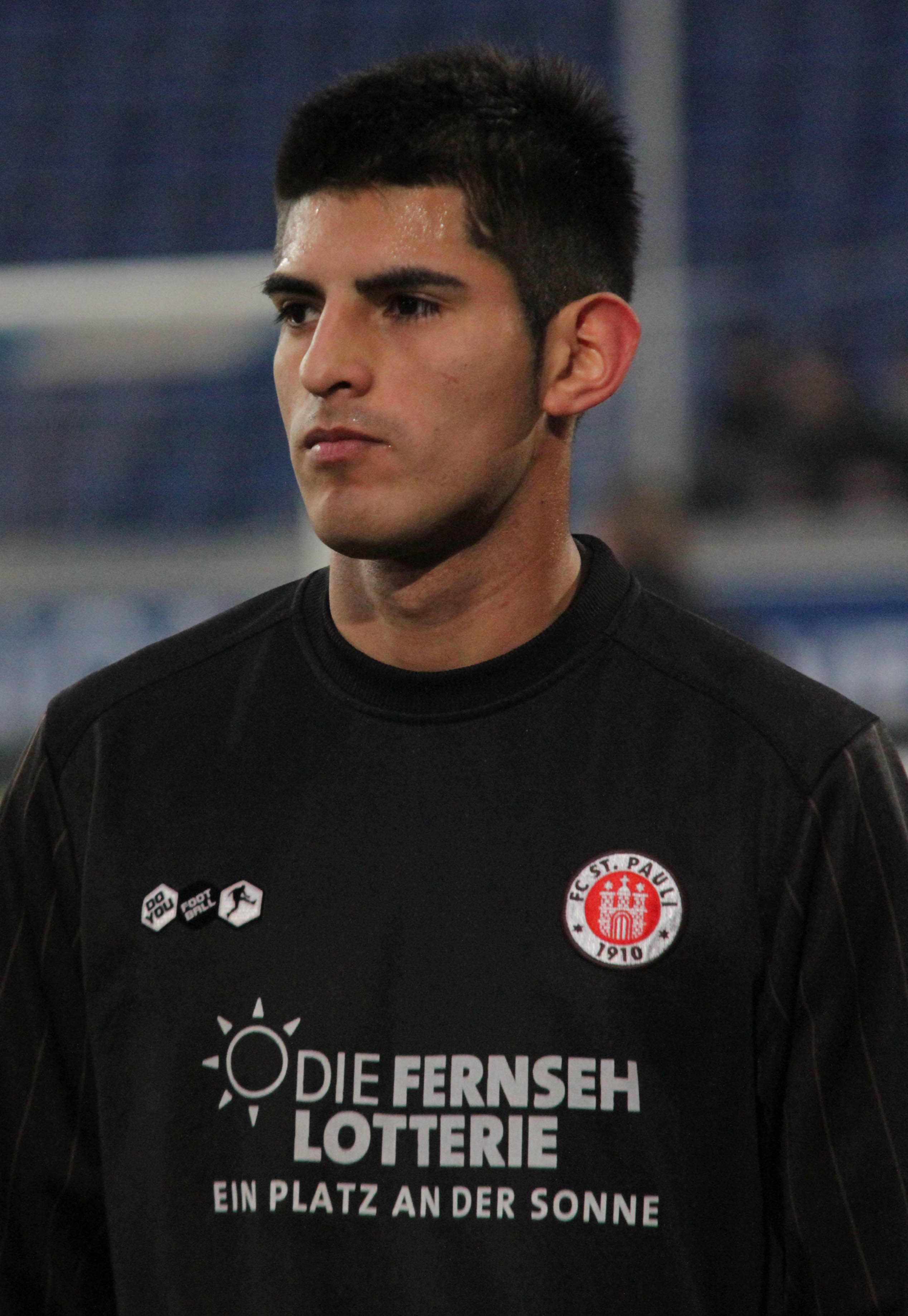
Carlos Zambrano (* 1989)

- Zambrano, Henry (* 1973), kolumbianischer Fußballspieler
- Zambrano, Juan Carlos (* 1990), kolumbianischer Fußballspieler
- Zambrano, Kalin (* 2005), venezolanischer Sprinter
- Zambrano, Lorenzo (1944–2014), mexikanischer Unternehmer
- Zambrano, Marcelly, ecuadorianische Fußballschiedsrichterin
- Zambrano, María (1904–1991), spanische Philosophin
- Zambrano, Richard (* 1967), chilenischer Fußballspieler
- Zambrano, Roddy (* 1978), ecuadorianischer Fußballschiedsrichter
- Zambrano, Santiago (* 1991), ecuadorianischer Badmintonspieler
- Zambrano, Víctor (* 1999), mexikanischer Leichtathlet
- Zambrano, Wilson (* 1980), kolumbianischer Radrennfahrer
- Zambrano-Montes, Antonio (1980–2015), mexikanischer Arbeiter, Todesopfer von Polizeigewalt in den USA
- Zambrella, Fabrizio (* 1986), Schweizer Fußballspieler
- Zambreno, Kate (* 1977), US-amerikanische Schriftstellerin und Dozentin
- Zambrotta, Gianluca (* 1977), italienischer Fußballspieler und -trainerGianluca Zambrotta (* 1977)

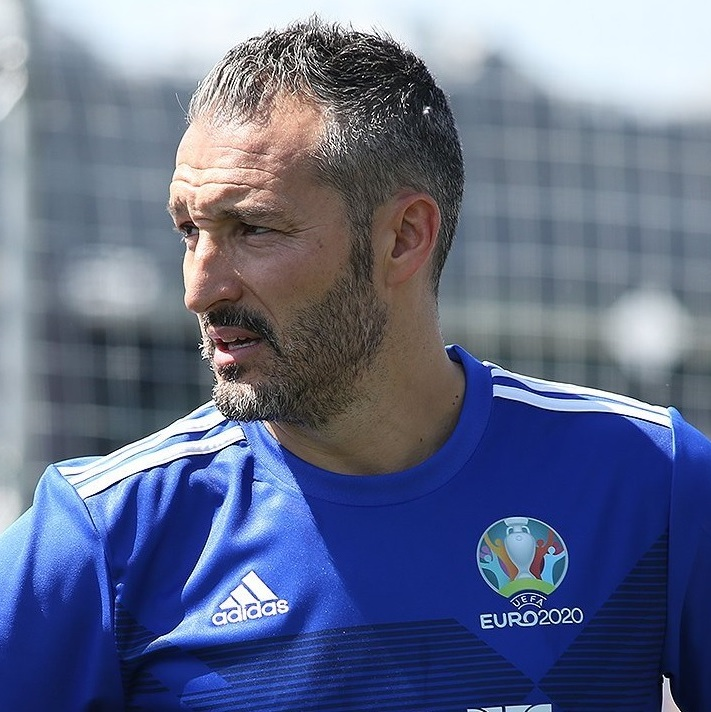
Gianluca Zambrotta (* 1977)

- Zambrowski, Roman (1909–1977), polnischer Politiker und Offizier, Mitglied des Sejm
- Zambryski, Johann (* 1956), deutscher Fotograf und Grafiker
- Zambrzycka, Natalia (* 1996), polnische Schauspielerin
- Zambudio Velasco, Juan (1922–2004), spanischer Fußballspieler
- Zambujo, António (* 1975), portugiesischer Fado-Sänger

### Zame
- Zamecka, Anna (* 1982), polnische Filmemacherin
- Zámečník, Evžen (1939–2018), tschechischer Komponist und Dirigent
- Zamecnik, Paul (1912–2009), US-amerikanischer Biochemiker und Molekularbiologe
- Zámečník, Stanislav (1922–2011), tschechischer Historiker und Zeitzeuge des Nationalsozialismus
- Zámečníková, Slávka (* 1991), slowakische Opernsängerin in der Stimmlage Sopran
- Zameer, Moosa, maledivischer Politiker
- Zämelis, Alexander (1897–1943), russisch-lettischer Botaniker
- Zamels, Burkard (1690–1757), deutscher Barock-Bildhauer
- Zamenhof, Adam (1888–1940), polnischer Esperantist und Augenarzt
- Zamenhof, Klara (1863–1924), russische Esperantistin
- Zamenhof, Lidia (* 1904), jüngste Tochter des Esperanto-Schöpfers Ludwik Lejzer Zamenhof
- Zamenhof, Ludwik Lejzer (1859–1917), russischer Augenarzt und PhilologeLudwik Lejzer Zamenhof (1859–1917)

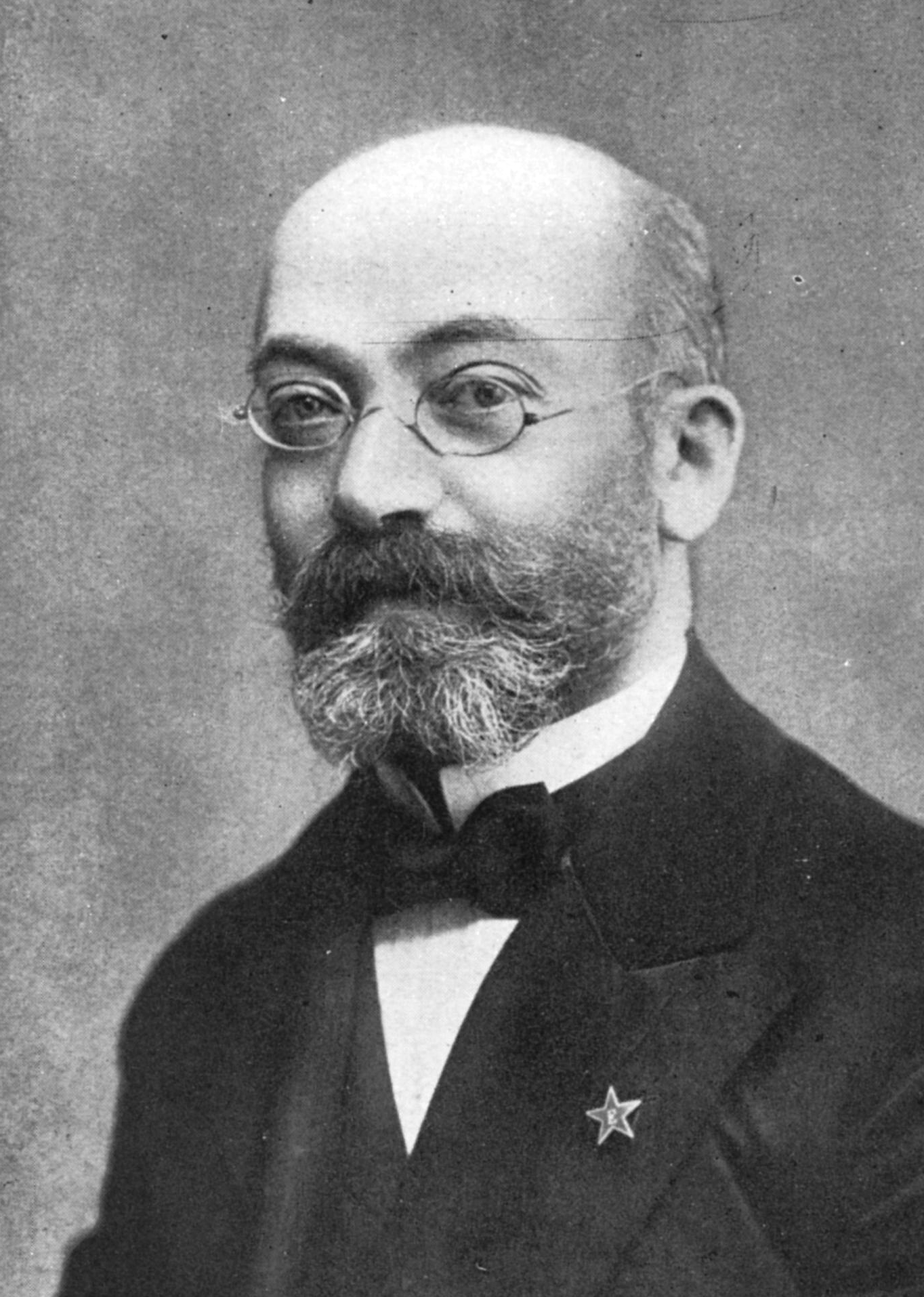
Ludwik Lejzer Zamenhof (1859–1917)

- Zamernik, Herwig (* 1973), österreichischer Musiker, Mixer, Tontechniker und Produzent
- Zamet, Sébastien (1588–1655), französischer römisch-katholischer Bischof und Klosterreformer
- Zametzer, Heiner (1937–2006), deutscher Kulturhistoriker und Kulturwissenschaftler
- Zametzer, Ludwig († 1987), deutscher Sportfunktionär
- Zametzer, Philipp (1896–1990), deutscher Architekt

### Zamf
- Zamfir, Gheorghe (* 1941), rumänischer Panflötist
- Zamfir, Mihai (* 1955), rumänischer Fußballspieler und -trainer
- Zamfir, Nicolae (1944–2022), rumänischer Fußballtrainer
- Zamfirescu, Dan Dumitru (* 1953), rumänischer Politiker (Partidul România Mare), MdEP
- Zamfirescu, Duiliu (1858–1922), rumänischer Politiker, Jurist und Schriftsteller
- Zamfirescu, Elisa Leonida (1887–1973), rumänische Ingenieurin

### Zami
- Zami, Roger (1941–1977), französischer Boxer
- Zamida, Renata (* 1980), slowenische Kulturmanagerin, Konferenzdolmetscherin und Übersetzerin
- Zaminer, Frieder (1927–2017), deutscher Musikhistoriker
- Zamir, Anat (1962–2018), israelisches Model
- Zamir, Daniel (* 1980), israelischer Jazzmusiker und Saxophonist
- Zamir, Eyal (* 1966), israelischer Generalstabschef der Israelischen Streitkräfte (IDF)Eyal Zamir (* 1966)

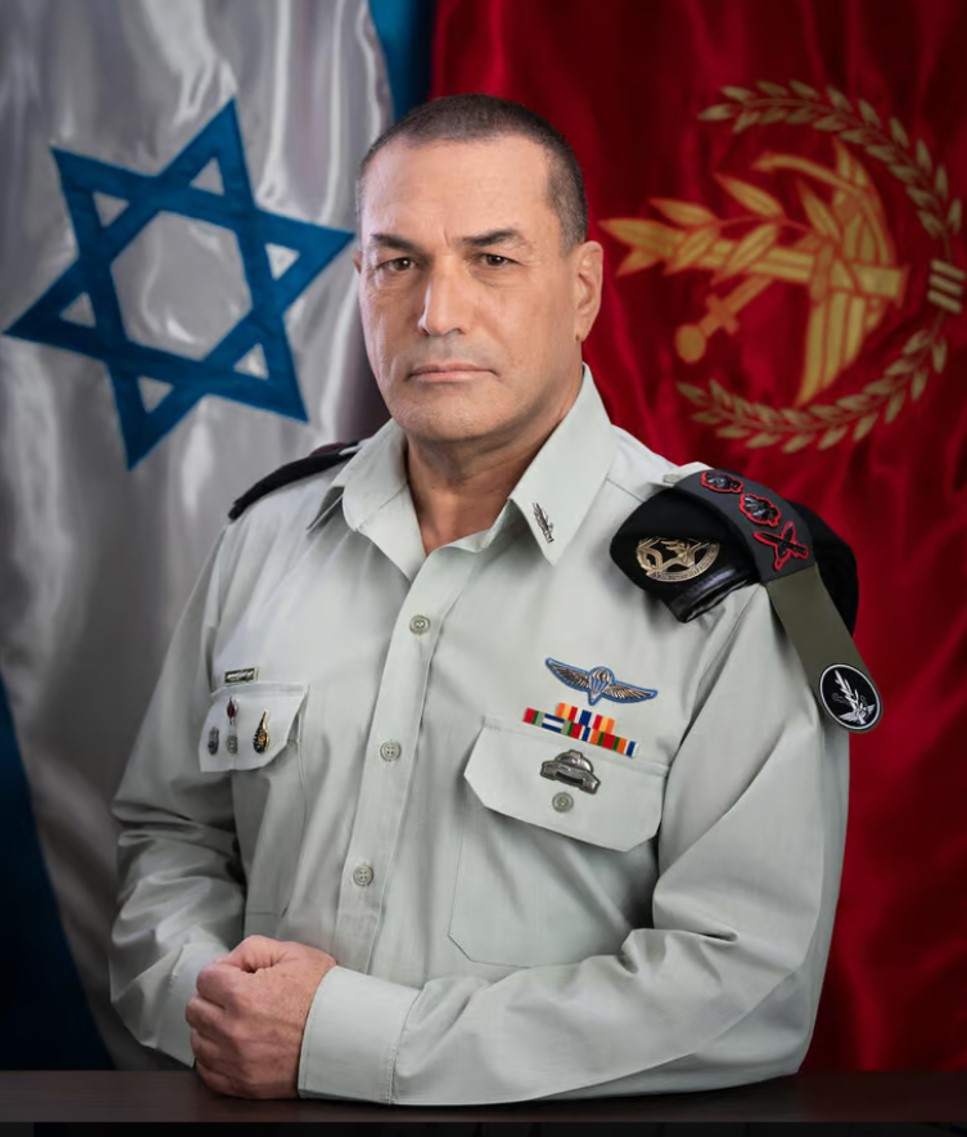
Eyal Zamir (* 1966)

- Zamir, Michal (* 1964), israelische Schriftstellerin
- Zamir, Oren (* 1988), israelischer Eishockeyspieler
- Zamir, Zwi (1925–2024), israelischer Geheimdienstler, Direktor des israelischen Geheimdienstes Mossad (1968–1974)
- Zamith, Álvaro (1877–1960), brasilianischer Fußballfunktionär

### Zamk
- Zamka, George D. (* 1962), US-amerikanischer Astronaut

### Zamm
- Zammar, Muhammad Haidar (* 1961), mutmaßlicher al-Qaida-Rekrutierer
- Zammert, Anna (1898–1982), deutsche Politikerin (SPD, USPD), MdR und Gewerkschafterin
- Zamminer, Friedrich (1817–1858), deutscher Physiker und Chemiker
- Zammit Dimech, Francis (1954–2025), maltesischer Politiker, MdEP
- Zammit Lupi, Theresa (* 1972), maltesische Restauratorin
- Zammit, Alfred (* 1969), maltesischer Politiker
- Zammit, Carmelo (* 1949), maltesischer Geistlicher, römisch-katholischer Bischof von Gibraltar, Großprior des Ritterordens vom Heiligen Grab zu Jerusalem auf Gibraltar
- Zammit, Jeremy (* 2004), maltesischer Weitspringer
- Zammit, Ninu (* 1952), maltesischer Politiker
- Zammit, Shona (* 1996), maltesische Fußballspielerin
- Zammit, Simon (* 1966), maltesischer Snookerspieler
- Żammit, Themistocles (1864–1935), maltesischer Gelehrter

### Zamo
- Zamolodchikova, Katya (* 1982), US-amerikanische Dragqueen, Komikerin und SchauspielerinKatya Zamolodchikova (* 1982)

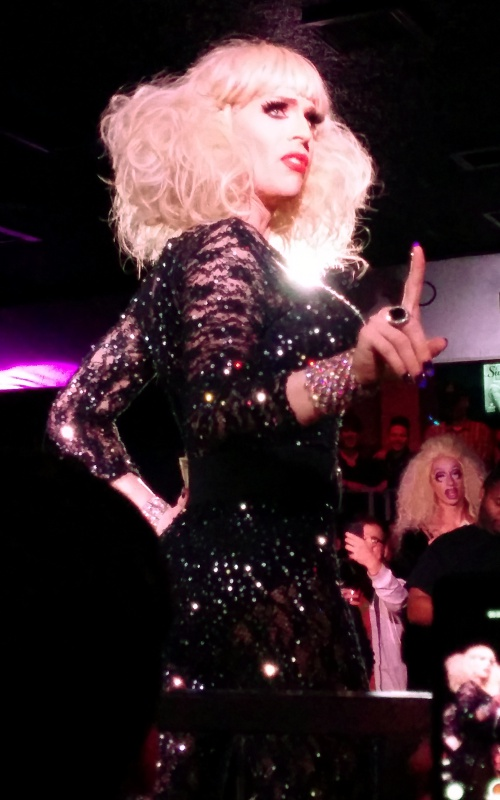
Katya Zamolodchikova (* 1982)

- Zamor (1762–1820), französischer Revolutionär
- Zamor, Oreste (1861–1915), haitianischer General, Politiker und Präsident von Haiti
- Zamora (* 1979), venezolanischer New-Age-Musiker
- Zamora de Grassa, Ricardo (1933–2003), spanischer Fußballtorhüter
- Zamora Marroquín, José Rubén (* 1956), guatemaltekischer Investigativjournalist, Zeitungsherausgeber und Zeitungsgründer
- Zamora Muñoz, Manuel (1928–2006), spanischer Maler
- Zamora Pérez, Marcel (* 1978), spanischer Duathlet und Triathlet
- Zamora Vicente, Alonso (1916–2006), spanischer Schriftsteller, Romanist und Hispanist
- Zamora, Aída (* 1987), mexikanische Handballspielerin
- Zamora, Alfonso (* 1954), mexikanischer Boxer
- Zamora, Alfonso de (1476–1544), spanisch-jüdischer Theologe, Hochschullehrer, Bibelübersetzer
- Zamora, Álvaro (* 2002), costa-ricanischer Fußballspieler
- Zamora, Andrés (* 1983), uruguayischer Langstreckenläufer
- Zamora, Antonio, mexikanischer Fußballspieler
- Zamora, Antonio de (1660–1727), spanischer Dramatiker
- Zamora, Bobby (* 1981), englischer Fußballspieler
- Zamora, Elizabeth (* 1993), guatemaltekische Taekwondoin
- Zamora, Ezequiel (1817–1860), venezolanischer Soldat
- Zamora, Jacinto (1835–1872), philippinischer Priester der römisch-katholischen Kirche
- Zamora, Jaime Paz (* 1939), bolivianischer Politiker
- Zamora, Jesús María (* 1955), spanischer Fußballspieler
- Zamora, Julio Alberto (* 1966), argentinischer Fußballspieler
- Zamora, Leonardo (* 1975), chilenisch-palästinensischer Fußballspieler
- Zamora, Nelson (* 1959), uruguayischer Leichtathlet
- Zamora, Ricardo (1901–1978), spanischer Fußballspieler und -trainer
- Zamora, Xavier Espot (* 1979), andorranischer Politiker
- Zamorano, Andrew (* 1995), uruguayischer Fußballspieler
- Zamorano, Iván (* 1967), chilenischer FußballspielerIván Zamorano (* 1967)

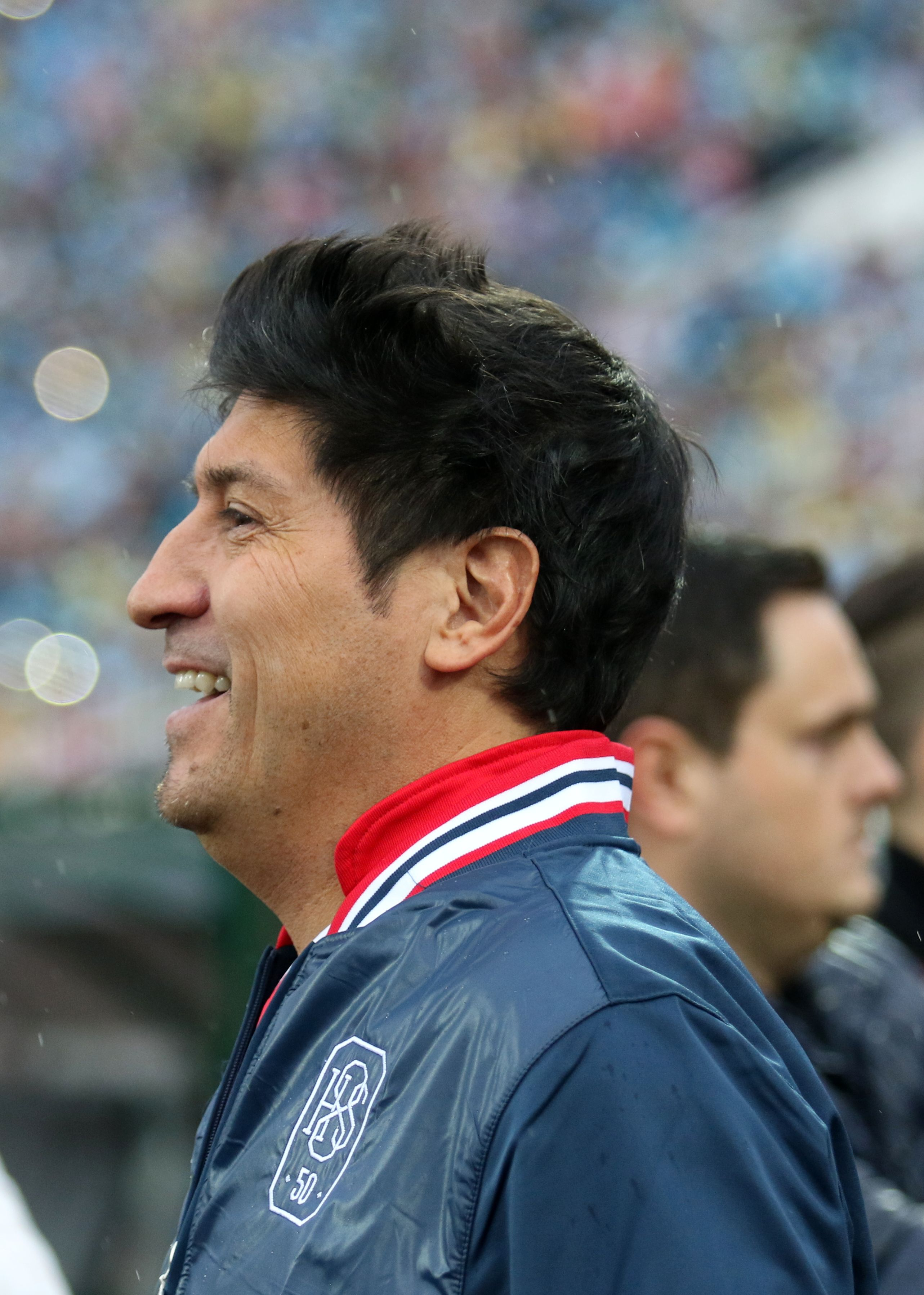
Iván Zamorano (* 1967)

- Zamorano, Rodrigo (1542–1623), spanischer Mathematiker, Nautiker und Kosmograph (Kartograph)
- Zamore, Phillip D. (* 1963), US-amerikanischer Biochemiker und Molekularbiologe
- Zamory, Hugo von (1845–1922), preußischer Generalleutnant
- Zamory, Peter (* 1952), deutscher Politiker (GAL, Bündnis-90/Die-Grünen), MdHB
- Zamory, Rudolf von (1812–1890), preußischer Generalmajor
- Zamoscz, Zvi (1740–1807), Rabbiner, Kabbalist und Lehrer
- Zamoyska, Gryzelda Konstancja (1623–1672), Königsmutter
- Zamoyski, Adam (* 1949), amerikanisch-polnischer HistorikerAdam Zamoyski (* 1949)

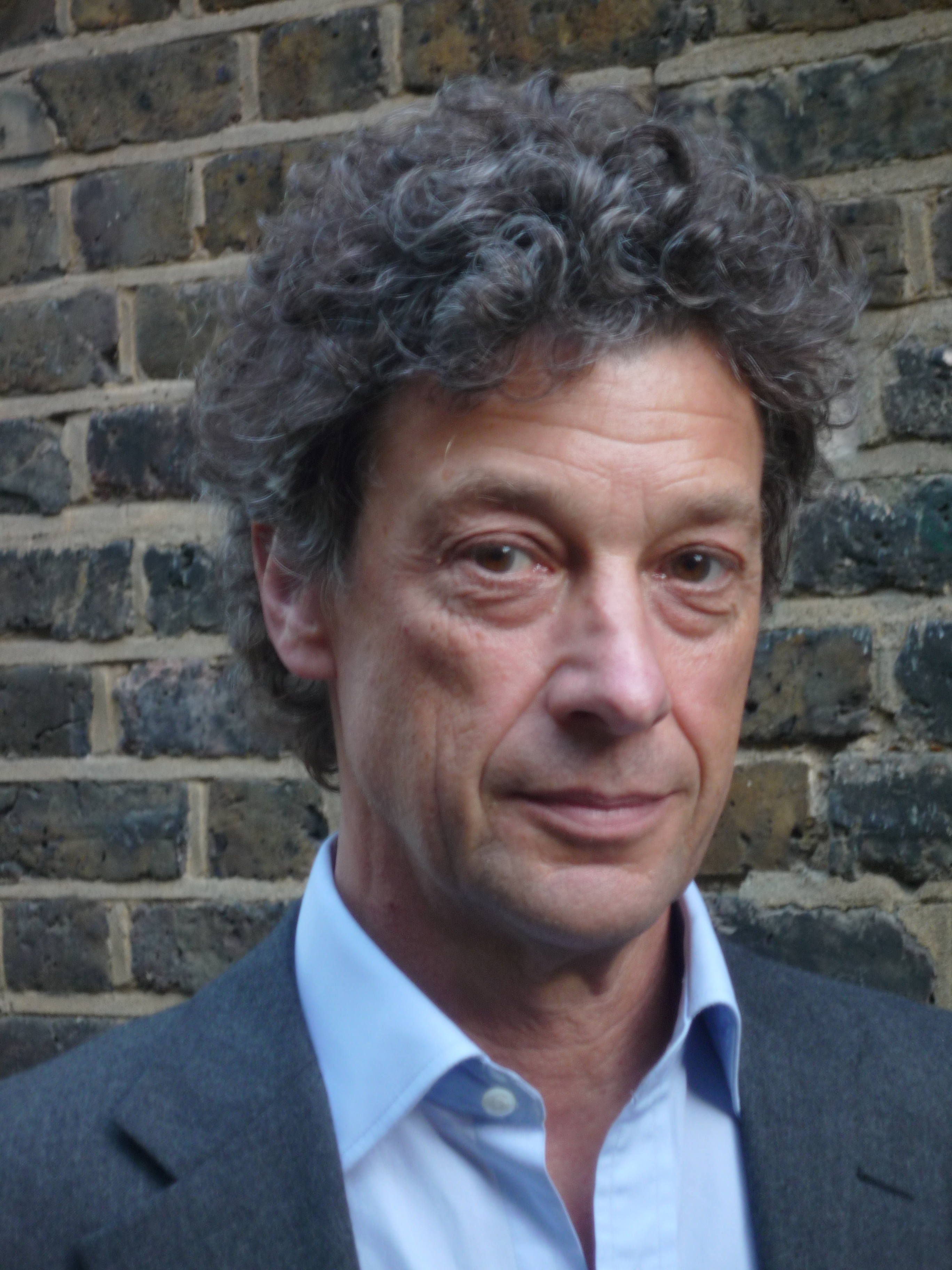
Adam Zamoyski (* 1949)

- Zamoyski, Andrzej Artur (1800–1874), polnischer Magnat und Politiker
- Zamoyski, Andrzej Hieronim (1716–1792), polnischer Schriftsteller und Politiker
- Zamoyski, Jan (1542–1605), polnischer Magnat
- Zamoyski, Jan Sobiepan (1627–1665), General von Podolien, Kronkanzler, Wojewode von Kiew und Sandomierz
- Zamoyski, Maurycy (1871–1939), polnischer Politiker, Diplomat und Außenminister
- Zamoyski, Tomasz (1594–1638), Wojwode von Podolien und Kiew
- Zamoyski, Władysław (1853–1924), polnischer Mäzen, Philanthrop und Unternehmer in der Tatra
- Zamoyski, Władysław Stanisław (1803–1868), polnischer Adliger, General und Politiker

### Zamp
- Zamp Kelp, Günter (* 1941), österreichischer Architekt
- Žampa, Adam (* 1990), slowakischer Skirennläufer
- Zampa, Adam (* 1992), australischer Cricketspieler
- Zampa, Alfred (1905–2000), US-amerikanischer Brückenbauarbeiter, Mitglied im Half-Way-to-Hell-Club
- Žampa, Andreas (* 1993), slowakischer Skirennläufer
- Zampa, Luigi (1905–1991), italienischer Filmregisseur
- Žampa, Teo (* 2002), slowakischer Skirennläufer
- Zampach, Thomas (* 1969), deutscher Fußballspieler
- Zampaglione, Fortunato (* 1975), italienischer Songwriter und Sänger
- Zampagna, Riccardo (* 1974), italienischer Fußballspieler
- Zamparelli, Dino (* 1992), britischer Automobilrennfahrer
- Zamparelli, Elsa (* 1944), US-amerikanische Kostümbildnerin
- Zamparini, Primo (1939–2024), italienischer Boxer
- Zampatti, Carla (1942–2021), italienische Modeschöpferin
- Zampatti, Luciano (1903–1957), italienischer Skispringer
- Zampedri, Derik (* 1985), italienischer Cyclocross- und Straßenradrennfahrer
- Zampedri, Fernando (* 1988), argentinischer Fußballspieler
- Zamperini, Alessandro (* 1982), italienischer Fußballspieler
- Zamperini, Louis (1917–2014), US-amerikanischer Leichtathlet, Captain der US Air Force und MotivationsrednerLouis Zamperini (1917–2014)

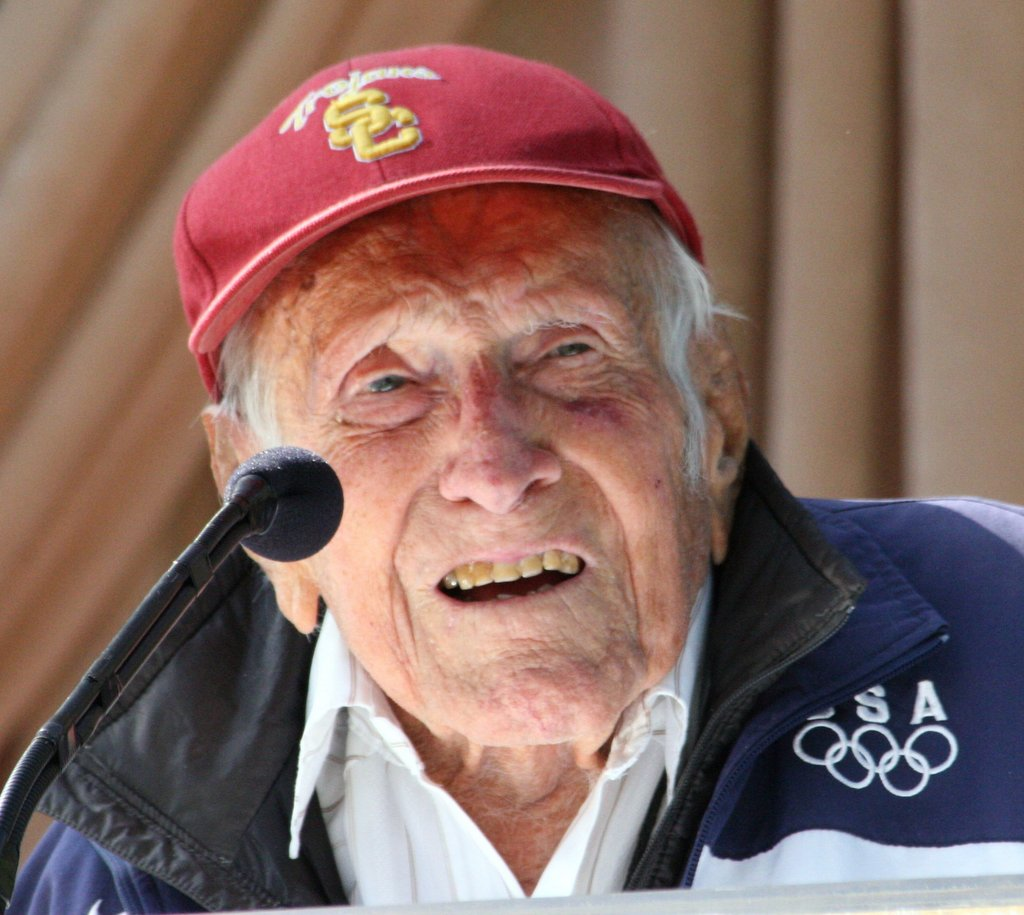
Louis Zamperini (1917–2014)

- Zamperla, Nazzareno (1937–2020), italienischer Schauspieler und Stuntman
- Zamperoni, Ingo (* 1974), deutscher Fernsehmoderator und JournalistIngo Zamperoni (* 1974)

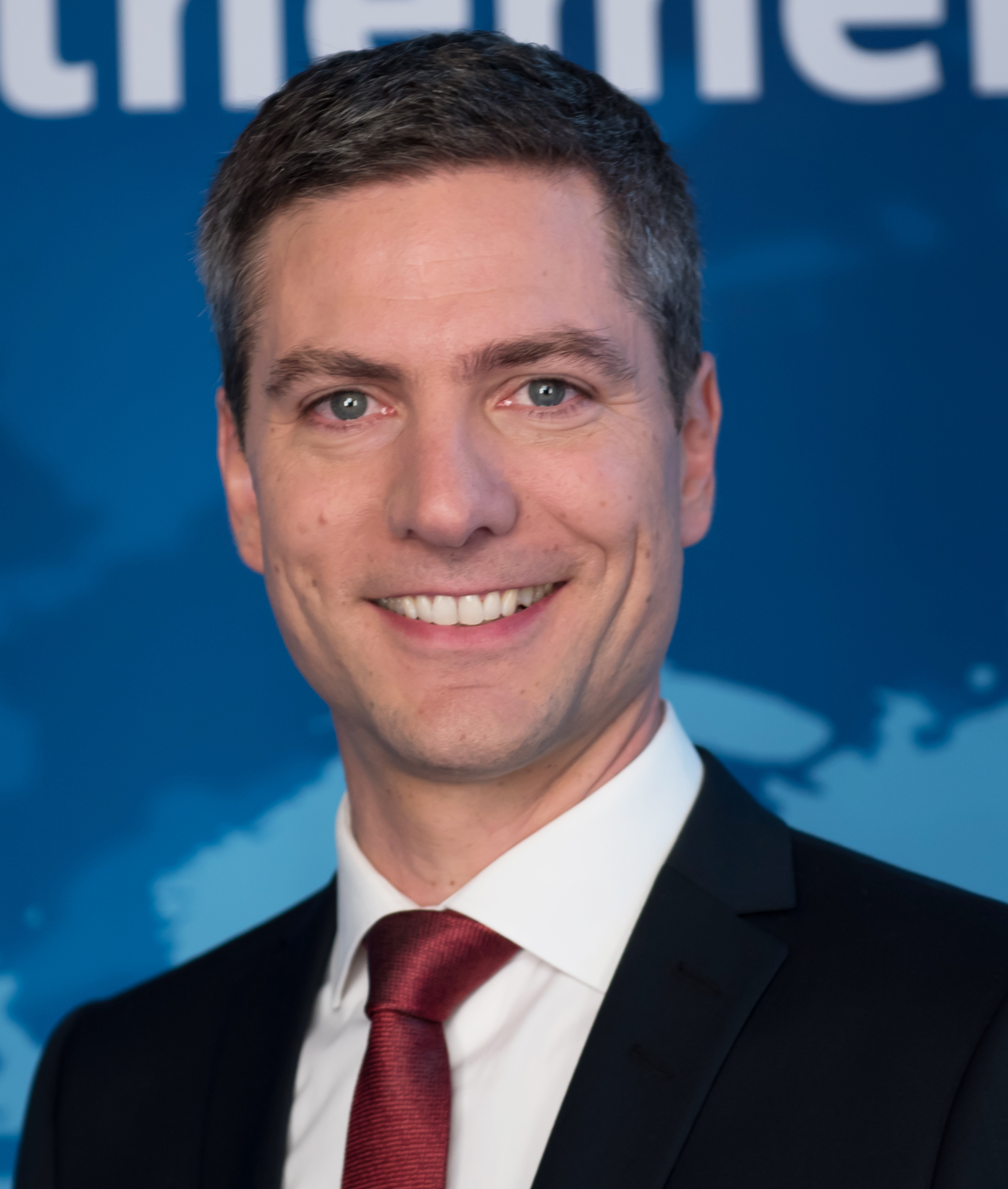
Ingo Zamperoni (* 1974)

- Zamperoni, Luca (* 1970), deutscher Schauspieler italienischer Abstammung
- Zampetti, Pietro (1913–2011), italienischer Kunsthistoriker und Kunstkritiker
- Zampi, Mario (1903–1963), italienischer Filmregisseur und Filmproduzent
- Zampicchiatti, José (1900–1984), argentinischer Radrennfahrer
- Zampieri, Caio (* 1986), brasilianischer Tennisspieler
- Zampieri, Daniel (* 1990), italienischer Rennfahrer
- Zampieri, Mara (* 1951), italienische Opern- und Konzertsängerin (Sopran)
- Zampieri, Steve (* 1977), Schweizer Radrennfahrer
- Zampilli, Rino (* 1984), italienischer Straßenradrennfahrer
- Zampini, Agostino (1858–1937), italienischer Geistlicher, Titularbischof von Porphyreon, Sakristan des Apostolischen Palastes und Generalvikar des Papstes für die Vatikanstadt
- Zampini, Daniel (1901–1971), US-amerikanischer Fußballspieler und -funktionär
- Zampini-Davies, Augusto (* 1969), argentinischer römisch-katholischer Priester und Sozialethiker, Sekretär des Dikasteriums für die ganzheitliche Entwicklung des Menschen
- Zampis, Anton (1820–1883), österreichischer Karikaturist
- Zamponi, Franz (1904–1966), oberösterreichischer Politiker (SPÖ), Landtagsabgeordneter
- Zamponi, Giuseppe († 1662), italienischer Organist und Komponist
- Zampori, Giorgio (1887–1965), italienischer Turner
- Zampounidis, Anastasia (* 1968), griechisch-deutsche Fernsehmoderatorin und AutorinAnastasia Zampounidis (* 1968)

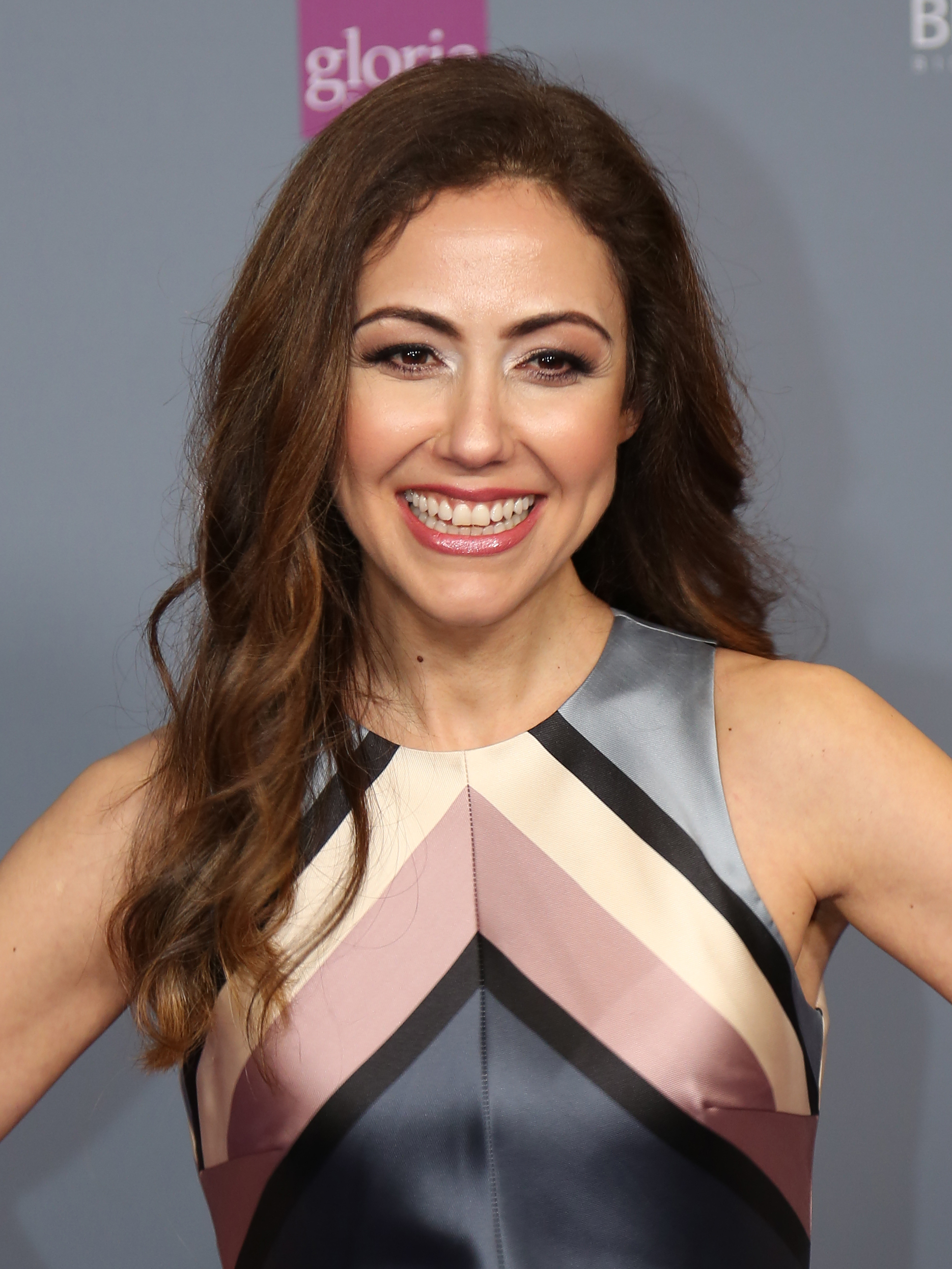
Anastasia Zampounidis (* 1968)

### Zamr
- Zamri, Zamani (* 2001), singapurischer Fußballspieler

### Zamu
- Zamudio Baylon, Joel (* 1954), philippinischer Geistlicher und Bischof von Legazpi
- Zamudio Guerrero, Daniel (1887–1952), kolumbianischer Komponist und Musikwissenschaftler
- Zamudio Vera, Daniel (1987–2012), chilenischer Verkäufer und Mordopfer
- Zamudio, Adela (1854–1928), bolivianische Lehrerin, Schriftstellerin, Dramatikerin und Malerin
- Zamudio, Gustavo (* 1986), chilenischer Fußballspieler
- Zamudio, Leonardo, mexikanischer (?) Fußballspieler
- Zāmuels, Voldemārs (1872–1948), lettischer Politiker und Ministerpräsident
- Zamulo, Birgit (* 1950), österreichische Film- und Theaterschauspielerin
- Zamuner, Pio (1935–2012), italienisch-brasilianischer Filmregisseur und Kameramann
- Zamuner, Rob (* 1969), kanadischer Eishockeyspieler
- Zamuszko, Sławomir (* 1973), polnischer Bratschist, Komponist und Musikpädagoge

### Zamz
- Zamzow-Mahler, Ashtin (* 1996), US-amerikanische Siebenkämpferin